# Diego de Rojas (alcalde de Santiago de Guatemala)
Diego de Rojas fue un conquistador español natural de la villa de Cuéllar, en la provincia de Segovia (España).
En el año 1519 ya se encontraba en la isla de Cuba, y un año más tarde participó en la conquista de México. Fue alférez de Pánfilo de Narváez, e intervino en 1524 en la conquista de Guatemala.
Fue alcalde ordinario de Santiago de Guatemala, donde falleció con el rango de capitán.